# Алиев, Мирза Агаали
Мирза Агаали Мирза Азиз оглы Алиев (азерб. Mirzə Ağaəli Mirzə Əziz oğlu Əliyev; 1878, Ленкорань, Ленкоранский уезд, Бакинская губерния, Российская империя — 1941, Ленкорань, Ленкоранский район, Азербайджанская Советская Социалистическая Республика, СССР) — азербайджанский поэт, журналист, публицист, педагог, меценат, музеевед, основатель первого историко-краеведческого музея в Ленкорани, участник литературного общества «Фёвджул-фюсаха».

## Биография
Мирза Агаали Алиев родился в Ленкорани в 1878 году в семье учителя Мирзы Азиза. Он брал уроки у знаменитого Мирзы Исмаила Гасира и в совершенстве выучил персидский язык. Он принимал непосредственное участие в организации первых школ Ленкорани, а в 1931 году был избран представителем на II съезд педагогов. Занимаясь просветительской деятельностью, Мирза Агаали Алиев также был признан талантливым поэтом и журналистом своего времени. Он был другом Джалила Мамедкулизаде и учителем Ази Асланова, Героя Советского Союза, генерал-майора танковых войск. Мирза Агаали Алиев скончался в Ленкорани в январе 1941 года в возрасте 63 лет.

## Творчество
Агаали Алиев также занимался художественным творчеством. При был участником литературного общества «Фёвджул-фюсаха». Его сочинения и сатирические стихи публиковались в газетах «Иджтихад», «Шарги-Рус», «Тарджуман», издававшихся в Бахчисарае, а также «Хяблюмятин», издававшихся в Индии. Сохранилось письмо Мирзы Агаали Алиева, опубликованное в газете «Сираджул-Ахбари Афгания», издаваемой в Афганистане, и статья, комментирующая это письмо, в сборнике «Доклады», изданном Институтом народов Ближнего и Среднего Востока ЭА Азербайджана в 1970 году. В то время Мирза Агаали Алиев, работавший заведующим читальней «Ниджат» в Ленкорани, в том же письме, которое он отправил в Афганистан, писал, что Кабул также очень доволен изданием новой газеты: «Поэтому, я, сотрудник читальни „Ниджат“, с гордостью и честью официально поздравляю ваше благословенное правление. Это человеколюбие. И ради великодушия вы каждый год безвозмездно отправляете газету в Ленкоранскую читальню „Ниджат“, от имени коллектива читального зала благодарю вас от всего сердца за эту человечность и доброту».